# Ohe (Reinbek)
Ohe ist ein Stadtteil von Reinbek im Kreis Stormarn im Bundesland Schleswig-Holstein und hat etwa 1360 Einwohner (2024). Der im Nordosten Reinbeks liegende Stadtteil liegt südlich des Waldgebietes Oher Tannen und westlich des Sachsenwaldes. Seit 1974 ist Ohe ein Stadtteil der Stadt Reinbek. Vorher gehörte das Dorf ab 1928 als Ortsteil zur Gemeinde Schönningstedt.

## Geschichte
Ohe wurde erstmals 1238 urkundlich erwähnt. Die zum früheren Amt Reinbek gehörenden Bauerndörfer Schönningstedt und Ohe, denen Bauernvögte vorstanden, behielten lange Zeit ihre charakteristische Struktur, ab 1897 war Ohe ein eigener Amtsbezirk im Amt Reinbek.
Die Nähe zur Großstadt Hamburg führte dazu, dass in Ohe nach dem Zweiten Weltkrieg Wohnsiedlungen entstanden.
Am 1. Januar 1974 wurde die bis dahin selbstständige Gemeinde Schönningstedt mit Ohe und Neuschönningstedt sowie Teilen von Stemwarde und Glinde anlässlich der Gebietsreform in die Stadt Reinbek eingegliedert.

## Verkehrsanbindung
Ohe ist mit vier VHH-Buslinien an das Nahverkehrsnetz des Hamburger Verkehrsverbundes (HVV) angeschlossen:
3330 ( Steinfurther Allee – Oststeinbek – Glinde –) Neuschönningstedt – Ohe (– Sachsenwaldau)
4360  Reinbek – Schönningstedt – Ohe, am Hünengrab
7360  Reinbek – Schönningstedt – Neuschönningstedt – Ohe (nur morgens bzw. mittags/nachmittags an Schultagen)
6190 Nachtbus ( Billstedt →)  Steinfurther Allee → Oststeinbek → Glinde → Neuschönningstedt → Schönningstedt → Ohe → Glinde → Oststeinbek →  Steinfurther Allee →  Billstedt

## Religion
Ohe und Schönningstedt gehören zusammen zu der ev.-luth. Ansgar-Kirchengemeinde. In ganz Reinbek sind 44 % der Bevölkerung evangelisch und 9 % katholisch, 26 % gehören anderen Konfessionen an. 22 % sind ohne Religionszugehörigkeit.

## Freizeit
- Die Wald- und Wiesenlandschaft um Ohe bietet Möglichkeiten zum Spazieren, Wandern und Radfahren.
- Jedes Jahr findet in Ohe ein großes Wanderfest statt, das von der Freiwilligen Feuerwehr Ohe veranstaltet wird.
- Der FC Voran Ohe bietet verschiedene Sportarten wie z. B. Fußball und Tennis an.

## Feuerwehr
- Die Freiwillige Feuerwehr Ohe sorgt für den Brandschutz und die allgemeine Hilfe insbesondere auf örtlicher Ebene und hat sich seit ihrer Gründung im Jahr 1885 aktiv am Ortsgeschehen beteiligt.